# Csordás Ilona
Csordás Ilona, Plexi (1961. május 16. – 2014. szeptember) popénekes, előadóművész.

## Pályafutása
Az énekesnő 1985-ben csatlakozott a Modern Hungáriához, ahol a zenekar első számú vokalistája volt. A Plexi és Frutti duó révén is sokan ismerték. A nyolcvanas évek nagy sikerei után eltűnt a poprajongók szeme elől, utolsó éveiben a Budapesti Operettszínház súgójaként dolgozott.

## Halála
2014 szeptembere végén az énekesnő eltűnt, szerelmi bánatában öngyilkos lett, a holtteste október 4-én került elő a Dunából.

## Zenekarai
- Hungária (1984–1985)
- Modern Hungária (1985–1988)
- Plexi és Frutti (1989–1991)
- Bergendy-együttes (2001–?)